# ماکسنتیوس
ماکسنتیوس با نام کامل مارکوس اورلیوس والریوس ماکسنتیوس (به لاتین: Marcus Aurelius Valerius Maxentius) (زادهٔ در حدود ۲۷۸ - درگذشتهٔ ۲۷ یا ۲۸ اکتبر ۳۱۲) امپراتور روم از ۳۰۶ تا ۳۱۲ بود.

## زندگی

### سال‌های آغازین
ماکسنتیوس در حدود ۲۷۸ زاده شد. پدرش ماکسیمیان (بعدتر امپراتور روم) و مادرش اُتروپیا (اهل سوریه) بود. ماکسنتیوس پس از آنکه گالریوس در مارس ۲۹۳ به عنوان سزار انتخاب شد با دختر او والریا ماکسیمیلا ازدواج کرد و او دو پسر برایش به دنیا آورد که یکی از آن‌ها رومولوس بود. ماکسنتیوس بسیار متکبر بود و به ندرت با پدرش ماکسیمیان و پدرزنش گالریوس به توافق می‌رسید.

### شورش و رسیدن به قدرت
پس از آنکه ماکسیمیان همراه با دیوکلتیان در ۳۰۵ از قدرت کناره‌گیری کرد، حکومت چهارنفره (متشکل از دو آگوستوس و دو سزار) به گالریوس و کنستانتیوس کلروس به عنوان امپراتور و ماکسیمینوس دایا و فلاویوس والریوس سوروس به عنوان سزار رسید. این موضوع باعث ناخشنودی ماکسنتیوس شد چون او به‌عنوان پسر ماکسیمیان انتظار داشت سهمی از این توزیع قدرت داشته باشد. با مرگ کنستانتیوس کلوروس در اوت ۳۰۶، سوروس از سزار به آگوستوس ارتقاء مقام یافت و گالریوس، کنستانتین (پسر کنتستانتیوس) را به عنوان سزار در حکومت چهارنفره انتخاب کرد. این مجموعه رویدادها سبب شد تا ماکسنتیوس همان سال در رم شورش کرده و در ۲۸ اکتبر ۳۰۶ خود را امپراتور بنامد. با این وجود او به دلیل ملاحظات سیاسی در این زمان از برگزیدن لقب آگوستوس اجتناب کرد و خود را پرینسپس نامید. او اینک ایتالیا، آفریقا، ساردینیا و کورسیکا را تحت حکومت خود داشت.
گالریوس پس از آگاهی از این کودتا، سوروس را برای سرکوب ماکسنتیوس به رم فرستاد. ماکسنتیوس که از پیشروی سوروس اطلاع یافته بود به منظور مشروعیت بخشیدن به حکومت خود و جلب حمایت سپاهیان سوروس به دنبال پدرش ماکسیمیان فرستاد و او را برای امپراتوری مشترک با خود و بازگرداندن عنوان آگوستوس به او دعوت کرد. این پیشنهاد مورد پذیرش ماکسیمیان واقع شد. در این زمان سپاه سوروس به رم رسیده و شهر را محاصره کردند. اما بیشتر آن سربازان پیشتر زیر فرمان ماکسیمیان بودند و در نتیجه به سوروس پشت کرده و ماکسیمیان و پسرش پیوستند. سوروس با اندک سربازان وفادار به خود مجبور به فرار به راونا شد اما ماکسیمیان شهر را محاصره کرد و با وعدهٔ در امان بودن جان سوروس او را دستگیر و به عنوان گروگان در رم زندانی نمود تا جلوی حملهٔ گالریوس را بگیرد.
در این زمان ماکسنتیوس که دیگر نیازمند جلب نظر دیگر امپراتوران نبود خود را آگوستوس نامید. کنستانتین تنها امپراتوری بود که او را به رسمیت شناخت و گالریوس و دیگران همچنان رفتاری خصمانه داشتند. گالریوس در ۳۰۷ به ایتالیا حمله کرد اما با پیوستن سربازانش به ماکسیمیان مجبور به عقب‌نشینی شد. به دنبال این حمله، ماکسینتیوس فرمان قتل سوروس را صادر کرد و او کمی بعد کشته شد.

### شورش ماکسیمیان
در یک تغییر جهت ناگهانی در آوریل ۳۰۸، ماکسیمیان علیه پسر خود دست به شورش زد. او سعی کرد تا ماکسنتیوس را از قدرت برکنار سازد اما در این کار موفق نبود. سربازان به ماکسنتیوس وفادار ماندند و ماکسیمیان مجبور به ترک ایتالیا و فرار به دربار کنستانتین در گل شد.
در نوامبر ۳۰۸، جلسه‌ای با حضور تمام آگوستوس‌ها (از جمله دیوکلتیان که کناره‌گیری کرده بود) و سزارها برای پایان بخشیدن به بی‌ثباتی سیاسی در روم در کارنونتوم برگزار شد. در این جلسه ماکسیمیان مجبور به کناره‌گیری دوباره از قدرت گردید و ماکسنتیوس به عنوان دشمن مردم شناخته شد.

### شورش در آفریقا
پس از اعلام نتیجهٔ این جلسه، لوسیوس دومیتیوس الکساندر، فرماندهٔ پرتورینها در آفریقا، از ماکسنتیوس جدا شده و خود را به جای او امپراتور نامید. از دست دادن آفریقا که بزرگترین تأمین‌کنندهٔ غلات رم به‌شمار می‌رفت ضربهٔ مهلکی برای ماکسنتیوس بود. در نتیجهٔ این اتفاق پایتخت دچار قحطی شد و مردم گرسنه با پرتورین‌هایی که مشکلی از نظر جیرهٔ غذایی نداشتند درگیر شدند.
در اواخر ۳۰۹ ماکسینتوس یکی دیگر از فرماندهان پرتورین‌ها به نام گایوس روفیوس ولوسیانوس را از طریق مدیترانه به آفریقا فرستاد تا بحران آفریقا را حل نماید. ولوسیانوس در مأموریتش موفق بود و فرماندهٔ شورشی الکساندر کشته شد.

### جنگ با کنستانتین و مرگ
با مرگ سوروس و ماکسیمیان (در ۳۱۰)، کنستانتین با عنوان آگوستوس، امپراتور روم باختری شد. او که اینک ماکسنتیوس را مانعی در برابر فرمانروایی کامل خود بر نواحی غربی می‌دانست با او وارد جنگ شد.
کنستانتین در ۳۱۲ همراه با ۴۰ هزار سپاهی مقتدر به سوی رم لشکر کشید. ماکسینتوس در مقابل، فرماندهی سپاهی چهار برابری را برعهده داشت اما سربازان او در مقایسه با سپاهیان کنستانتین از نظم لازم برخوردار نبودند و توانایی‌های فرماندهی خود او نیز کمتر از کنستانتین بود. کنستانتین بدون اینکه اجازهٔ غارت هیچ شهری را به سپاهیانش بدهد وارد ایتالیا شد و در نتیجه حمایت مردم محلی را که به دنبال بروز قحطی از حکومت ماکسنتیوس خسته شده بودند به دست آورد.
نخستین سپاهی که به مقابله با کنستانتین فرستاده شد در آگوستا تورینوروم (تورین امروزی در ایتالیا) شکست خورد. رم دارای دیوارهای دفاعی بود و ماکسنتیوس تصمیم داشت با سپاهیانش در داخل شهر باقی بماند. اما چون محبوبیت خود را در بین مردم از دست داده بود از خیانت آن‌ها وحشت داشت. پس نیروهای او ناگهان از شهر خارج و به سوی شمال آن رهسپار شدند تا با ارتش کنستانتین در میدان نبرد رویارو شوند.
دو سپاه سرانجام در نزدیکی پل میلوین با یکدیگر درگیر شدند. از آنجا که پل اصلی را که بر روی رود تیبر قرار داشت، برای جلوگیری از پیشروی قوای کنستانتین به سوی رم غیرقابل‌عبور کرده بودند، پلی موقت را با به‌هم بستن قایق‌ها ایجاد کردند تا ماکسنتیوس و سپاهیانش بتوانند از آن عبور کنند. با حملهٔ سپاه کنستانتین، سربازان ماکسنتیوس همراه با او دست به عقب‌نشینی زدند. اما این پل که توانایی تحمل وزن شمار بسیاری اسب و سرباز را نداشت در هم شکست و ماکسینتوس و هزاران نفر از سپاهیانش در ۲۷ یا ۲۸ اکتبر ۳۱۲ به درون رودخانه افتاده و غرق شدند. با پیروزی کنستانتین، سنای روم حمایت پیشین خود از کنستانتین را انکار و او را محکوم نمود. پس جسد ماکسنتیوس را از رودخانه گرفته و پس از جدا کردن سر از بدنش آن را در خیابان‌های رم چرخاندند. همچنین از ماکسنتیوس در طاق نصرت کنستانتین که به‌افتخار این پیروزی بنا شد با عنوان tyrannus به‌معنای جبار نام برده شده‌است.